# 4 de 7 aixecat per sota
El 4 de 7 aixecat per sota és un castell com el 4 de 7, però a diferència d'aquest, el castell s'inicia des de la part de dalt i després es van afegint pisos per sota que es van aixecant un per un amb l'ajuda directa de tres persones per cada pilar i el suport d'alguns més. És un castell atípic, ja que tradicionalment s'han aixecat per sota els castells amb estructura de tres, com el 3 de 7 aixecat per sota.

## Història
Hi ha documentat que el 1883 es va fer el 4 de 7 aixecat per sota a Valls, i que dos anys més tard s'intentà el 4 de 8 aixecat per sota que feu llenya abans de ser carregat.
El 3 de juliol del 2011, en la Festa Major de Vic, els Sagals d'Osona van descarregar el primer 4 de 7 aixecat per sota del segle xxi.

## Estadística
| Resultat              |
| --------------------- |
| Descarregat (D)       |
| Carregat (C)          |
| Intent (I)            |
| Intent desmuntat (ID) |

Actualitzat a 31 de desembre de 2024
El 4 de 7 aixecat per sota es va intentar per primera vegada el 3 de juliol de 2011 pels Sagals d'Osona, i no va ser fins al maig de 2024 quan els Arreplegats, una colla universitària, va tornar-lo a descarregar. Les seves dades estadístiques són les següents:

### Colles
| Núm. | Colla                                | Carregat            | Diada                                           | Plaça                                   | Descarregat         | Diada                                           | Plaça                                   |
| ---- | ------------------------------------ | ------------------- | ----------------------------------------------- | --------------------------------------- | ------------------- | ----------------------------------------------- | --------------------------------------- |
| 1    | Sagals d'Osona                       | 3 de juliol de 2011 | Festa Major de Vic                              | Plaça Major, Vic                        | 3 de juliol de 2011 | Festa Major de Vic                              | Plaça Major, Vic                        |
| 2    | Arreplegats de la Zona Universitària | 9 de maig de 2024   | Diada dels Arreplegats de la Zona Universitària | Plaça de les Constel·lacions, Barcelona | 9 de maig de 2024   | Diada dels Arreplegats de la Zona Universitària | Plaça de les Constel·lacions, Barcelona |

### Nombre de vegades
| Colla                                | Resultats globals | Resultats globals | Resultats globals | Resultats globals | Total | Resultats parcials | Resultats parcials | Resultats parcials |
| Colla                                | D                 | C                 | I                 | ID                | Total | Assolit (D+C)      | No assolit (I+ID)  | Caigudes (C+I)     |
| ------------------------------------ | ----------------- | ----------------- | ----------------- | ----------------- | ----- | ------------------ | ------------------ | ------------------ |
| Sagals d'Osona                       | 1                 | 0                 | 0                 | 0                 | 1     | 1                  | 0                  | 0                  |
| Arreplegats de la Zona Universitària | 1                 | 0                 | 0                 | 0                 | 1     | 2                  | 0                  | 0                  |
| Total                                | 2                 | 0                 | 0                 | 0                 | 2     | 2                  | 0                  | 0                  |
| Percentatge                          | 100%              | 0%                | 0%                | 0%                | 100%  | 100%               | 0%                 | 0%                 |

### Poblacions
| Població  | D | C | I | ID | Total |
| --------- | - | - | - | -- | ----- |
| Vic       | 1 | 0 | 0 | 0  | 1     |
| Barcelona | 1 | 0 | 0 | 0  | 1     |
| Total     | 2 | 0 | 0 | 0  | 2     |